# Nieuwe Pekela
Nieuwe Pekela – wieś w Holandii, w prowincji Groningen. Była siedzibą oddzielnej gminy do 1990 r., kiedy została połączona z gminą Oude Pekela, tworząc gminę Pekela.